# Tatort: Auskreuzung
Auskreuzung ist ein Fernsehfilm aus der Krimireihe Tatort. Der Film von Regisseur Torsten C. Fischer nach einem Drehbuch von Karl Heinz Käfer, ist der 51. Fall des Kölner Ermittler-Teams Max Ballauf und Freddy Schenk. Der vom Westdeutschen Rundfunk produzierte Beitrag wurde am 25. September 2011 auf Das Erste erstgesendet.

## Handlung
In einem Kölner Gentechnik-Forschungslabor experimentiert nachts eine junge Frau, als das Kühlsystem ausfällt, das ihre Proben temperieren soll. Mit Trockeneis versucht sie sie zu kühlen, damit sie nicht beschädigt werden. In der gleichen Nacht besetzt eine Gruppe Aktivisten ein Feld, auf dem genveränderte Pflanzen angebaut werden, um gegen Gentechnik zu demonstrieren.
Am nächsten Tag wird die junge Labortechnikerin Deichmann tot über der Kühltruhe gefunden, die durch das durch Sublimation des Trockeneises freigewordene Kohlenstoffdioxid vergiftet wurde. Die Kommissare Ballauf und Schenk übernehmen die Ermittlungen und erste Untersuchungen ergeben, dass das Kühlsystem bewusst kurzgeschlossen und sabotiert wurde. Auffallend ist auch, dass das Deichmann eingestellt und sogar in einem Aufsatz als Mitautorin genannt wurde, obwohl sie keine ausreichenden Qualifikationen besaß. Dieser Umstand macht zunächst den Team-Leiter, Dr. Christoph Rubner, verdächtig; ein Foto aus dem Portemonnaie Deichmanns, dass sie gemeinsam mit ihm zeigt, deutet darauf hin, dass er ein Verhältnis mit dem Opfer hatte. Da auch seine Ehefrau im Institut arbeitet, wäre auch eine Eifersuchtstat denkbar. Zunächst konzentrieren sich die Ermittler auf die Gruppe der Gentechnikgegner, die bei ihrer Aktion sehr radikal vorgegangen sind und auch vor Gewalt nicht zurückschrecken. Hier erscheint der Aktivist, Alexander Geyda verdächtig, der bereits polizeilich aufgefallen ist und mit der Forscherin Lara Bahls liiert war. Nachdem der Institutsmitarbeiter, Dr. David Prangel, ein Kollege und Affäre von Lara Bahls, erstickt in seiner Wohnung gefunden wird, rückt Alexander Geyda in den Fokus der Ermittler. Er könnte ihn aus Eifersucht ermordet haben.
Als jedoch bei Lara Bahls eingebrochen wird und anscheinend nur eine Packung Speiseeis entwendet wird, gehen die Ermittlungen der Kommissare in eine ganz neue Richtung. Nach ihren Recherchen hatte Prangel ein Protein aus dem Institut gestohlen, das sich jedoch nach seinem Tod nicht mehr in seiner Wohnung befand. Während Ballauf und Schenk das Verschwinden dieser Probe aufzuklären versuchen, ist Bahls dabei, dieses Protein zu untersuchen, das ihr Prangel in Verwahrung gegeben hatte. Sie findet heraus, dass dieses Protein, mit dem ihr Forschungsteam an AIDS-Medikamenten forscht, wirkungslos ist. Sie geht mit dieser Erkenntnis zu Rubner und ahnt nicht, dass er es war, der Prangels umgebracht hat. Er betäubt seine Kollegin mit einem Schlafmittel und versucht sie mit einem Müllsack zu ersticken. Bahls wacht aber noch einmal auf und flieht aus dem Haus. Als Ballauf und Schenk erscheinen, wird Rubner festgenommen. 
Rubner gibt zu, die Kühltruhe sabotiert zu haben, um das Protein zu vernichten. Dabei ist seine Mitarbeiterin unbeabsichtigt zu Tode gekommen. Als Rubner erfuhr, dass es noch eine weitere Probe im Besitz von Prangel gibt und dieser publik machen wollte, dass das Material nutzlos ist, tötete er diesen. Die Probe, die sich bei Lara Bahls befand und die diese in der Eispackung versteckte, entwendete er, wusste aber nicht, dass noch eine weitere Probe im Aquarium von Prangel versteckt war. Nachdem Bahls diese untersucht hatte, versuchte er sie ebenfalls zu töten.
In einem zweiten Handlungsstrang meldet sich ein Junge namens Finn bei Ballauf. Er stellt sich als Sohn einer Angela Weber vor. Obwohl er zunächst angibt, nur eine Nacht in Köln verbringen zu wollen, wird er am nächsten Tag von Polizisten auf der Domplatte aufgegriffen und behauptet, bei Ballauf zu wohnen. Als die beiden wieder miteinander sprechen, wird klar, dass Finn Ballauf für seinen Vater hält. In einem Telefonat mit Angela Weber scheint sie dies zu bekräftigen, obwohl sie fast siebzehn Jahre nie etwas gesagt hat. Ballauf will sich „kein Kind anhängen“ lassen und bringt Roth dazu, über ein Taschentuch mit Finns Blut einen Vaterschaftstest durchführen zu lassen. Später wird der Junge von seiner Mutter abgeholt. Als am Ende des Films der Umschlag mit dem Ergebnis des Vaterschaftstests eintrifft, verbrennt ihn Ballauf ungeöffnet.

## Hintergrund
Die Dreharbeiten zum 811. Tatort-Krimi fanden in Köln statt. Die Szenen in den Laboren und im Forschungsinstitut wurden im Forschungszentrum caesar in Bonn gedreht. Es war der 51. Tatort mit dem Kölner Ermittlerduo Ballauf und Schenk. Diese Episode ist eine von bis dahin zwei Folgen, in denen die beiden Kommissare Ballauf und Schenk keine Currywurst essen. Hintergrund ist, dass zur Drehzeit am Kölner Rheinufer gebaut wurde und die Bude daher geschlossen war.

## Rezeption

### Einschaltquoten
Die Erstausstrahlung von Auskreuzung am 25. September 2011 wurde in Deutschland von insgesamt 7,7 Millionen Zuschauern gesehen und erreichte einen Marktanteil von 22 % für Das Erste; in der Gruppe der 14- bis 49-jährigen Zuschauer konnten 2,53 Millionen Zuschauer und ein Marktanteil von 17,4 % erreicht werden.

### Kritik
Die Kombination aus Tatort und Gen-Technik wurde vermehrt als langweilig kritisiert. Gelobt wurde die Darstellung von Luise Berndt, die die Rolle der Lara Bahls spielte.

„‘Auskreuzung’ begibt sich ins Innenleben eines Pflanzenforschungsinstituts. Laborproben sind verschwunden. Ein Unfalltod, dann vielleicht doch ein Mord. Deutsche Genforscher unter Druck, Gentechnikgegner aktionsbereit. Ohne die Krimi-Dachmarke hätte dieser halbherzige Themenkrimi keine vier Millionen Zuschauer. Gegen das sterile Ambiente und die umso rustikaler agierenden Kommissare hat selbst einer wie Torsten C. Fischer keine Chance. Einziger Lichtblick: das Spiel von Luise Berndt – wie auf Droge, auf Droge Arbeit!“

„Statt spannender Krimikost gab es hochwissenschaftliche Erläuterungen über Gentechnik, denen zu folgen nur schwer möglich war. Doch es gab auch einen Lichtblick in diesem ansonsten recht langweiligen ‘Tatort’: Schauspielerin Luise Berndt, die eine kühle Femme Fatale spielte und nicht nur mit viel nackter Haut den Krimi aufpeppte.“

### Trivia
Dieses Mal fährt Freddy Schenk einen grünen Opel Diplomat B 2,8 von 1976/77. Freddys Initialen erscheinen nach mehrjähriger Pause mal wieder im Kennzeichen (K-SF 128).